# Спомен-капела са костурницом у Прњавору
Спомен-капела са костурницом у Прњавору подигнута је у селу које се нашло у средишту крвавих збивања у Првом светском рату. Сведочи о страдањима мачванских сељака од аустроугарске војске.
Влада Републике Србије је 1962. године Спомен-цркву са костурницом прогласила спомеником културе од изузетног значаја.

## Село Прњавор
Село Прњавор лежи у југозападном делу мачванске равнице, између реке Дрине и брда Џајевца, обронка планине Цер, на путу Шабац - Лозница, на 26 километру од Шапца. Име Прњавор потиче од општег назива за насеља на манастирском земљишту. У средњем веку насеље је било у поседу манастира Чокешина као његово добро, да би се почетком 18. века развило у самостално насеље. Помиње се у попису насељених места 1717. године. У току Првог српског устанка Прњавор са околином био је поприште многих бојева против Турака. У његовој непосредној околини, 1804. године одиграла се чувена битка на Чокешини. Прњавор је тешко пострадао и у Првом светском рату, када се нашао на удару аустроугарских трупа, које су се приликом повлачења после пораза у Церској бици, светиле голоруком становништву.

## Страдања становника Прњавора у Првом светском рату
Аустријска војска је августа 1914. године починила страховита зверства у Поцерини и Мачви. Од свих места, по страдањима се издваја Прњавор, који је, после Шапца, највише страдао при првим упадима непријатеља у почетку светског рата. Стравични су описи које су дали савременици, а посебно сведочења странаца. Злочине у Прњавору пред светску јавност изнео је Швајцарац, Арчибалд Рајс, професор Лозанског универзитета, који је на позив српске владе дошао да изврши анкету о аустроугарским зверствима на мачванском фронту. Он је оставио и бројне фотографије и записнике после посете стратиштима, које је српска влада објавила у посебним издањима на страним језицима, да би упознала, пре свега савезнике о терору окупатора у Србији. На испитивању ратних злочина у Мачви, почињених у Првом светском рату, са др Арчибалдом Рајсом, радио је Живко Барловац, тада генерални конзул Краљевине Србије у Паризу.
Због огромних жртава и јуначког отпора непријатељу 1914. године, Указом бр. 22 од 3. јуна 1934. године, краља Александра, Прњавор је одликован за храброст Орденом Карађорђеве звезде с мачевима – четвртог реда. То је једино село у Србији које је добило ово најзначајније одликовање Краљевине Србије и Југославије.

## Канонизација
Црквени одбор Прњавор је крајем 2012. године је дао предлог преко Епископа Лаврентија, да се мученици прњаворски уврсте у диптих Светих. На стогодишњицу од почетка Великог рата, 2014. године, црква је канонизовала Великомученике и благословила да се славе 30. децембра.
Божидар Пантовић, професор ликовне културе, родом из Прњавора насликао је икону Светих мученика прњаворских и приложио је храму.

## Спомен-капела са костурницом
На иницијативу Прњаворчана и несебичним залагањем др Арчибалда Рајса и свесрдној помоћи краља Александра, жртвама Првог светског рата у Прњавору подигнута је Спомен-костурница. Председник пододбора за њено подизање био је Никола Пашић, а потпредседник Арчибалд Рајс.
Спомен-костурницу пројектовао је архитекта Милан Минић. У њу су похрањене кости 535 страдалника из Прњавора, а свечано је откривена 5. новембра 1922. године у присуству изасланика краља Александра, Арчибалда Рајса, министра правде – Лазе Марковића, потпредседника Народне скупштине – Милорада Вујичића и других познатих личности.
Спомен – костурница у Прњавору представља мању грађевину у псеудо – византијском стилу. Изграђена је од камена у облику грчког крста, са куполом на пресеку бродова. Портали и фасада капеле украшени су орнаментиком неовизантијског стила. Испод пода је гробница у којој су сахрањени посмртни остаци 535 палих ратника и жртава аустроугарске војске. Над вратима костурнице постављена је мермерна плоча на којој је рељефним словима урезан следећи натпис:
Славно је за отаџбину умрети. 

Жртвама аустроугарских зверстава 

Дана 4. августа 1914. г. подиже ову Костурницу као и споменик изгинулим ратницима 1912—1918. народ српски За владе Њ. В. Краља Александра 1922. г.
У унутрашњости капеле, у три лунете, насликане су историјске композиције са тематиком страдања Прњавораца 1914. године, рађене у фреско техници зидним сликама Шпире Боцарића, које приказују поједине сцене са стрељања, мучења, убијања и спаљивања сељака.

## Галерија
- Споменик Арчибалду Рајсу
- Споменик краљу Александру I
- Споменик Божи Поповићу